# Vollblutaraber
Der Vollblutaraber – auch Arabisches Vollblut (AV) – ist die rein gezogene Form des Arabischen Pferdes, das zur Gruppe der Vollblüter gehört. Shagya-Araber, Anglo-Araber, Arabische Halbblüter und Araber werden vom Reinzucht Arabischen Vollblüter unterschieden, da sie alle einen Anteil an Fremdblut aufweisen. Ein Vollblutaraber, der in seinen sämtlichen Abstammungslinien erwiesenermaßen auf Originalaraber aus der Wüstenzucht der Beduinen auf der Arabischen Halbinsel zurückgeht, wird auf Arabisch als „asil“ = „edel“ bezeichnet. In deutschen Abstammungspapieren wird der Vollblutaraber durch ein ox hinter dem Namen gekennzeichnet.
Hintergrundinformationen zur Pferdebewertung und -zucht finden sich unter: Exterieur, Interieur und Pferdezucht.

## Exterieur

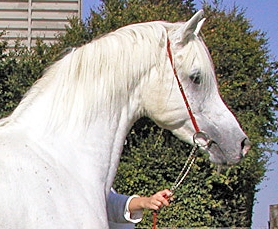
Kopf eines Vollblutarabers mit stark ausgeprägtem Hechtkopf

Ein besonderes Merkmal des Vollblutarabers ist sein kleiner, schmaler Kopf mit breiter Stirn und Sattelnase („Hechtkopf“) sowie großen, tief am Kopf angesetzten, exponierten Augen und großen, sich bei Erregung trichterförmig öffnenden Nüstern. Häufig verläuft das Nasenbein konkav (Hechtkopf), was auch „Araberknick“ genannt wird. Weiterhin charakteristisch sind ein hoher Schweifansatz und ein – von der Seite gesehen – eher quadratisches Format, im Gegensatz zu den modernen, warmblütigen Reitpferderassen, die ein Rechteckformat aufweisen.

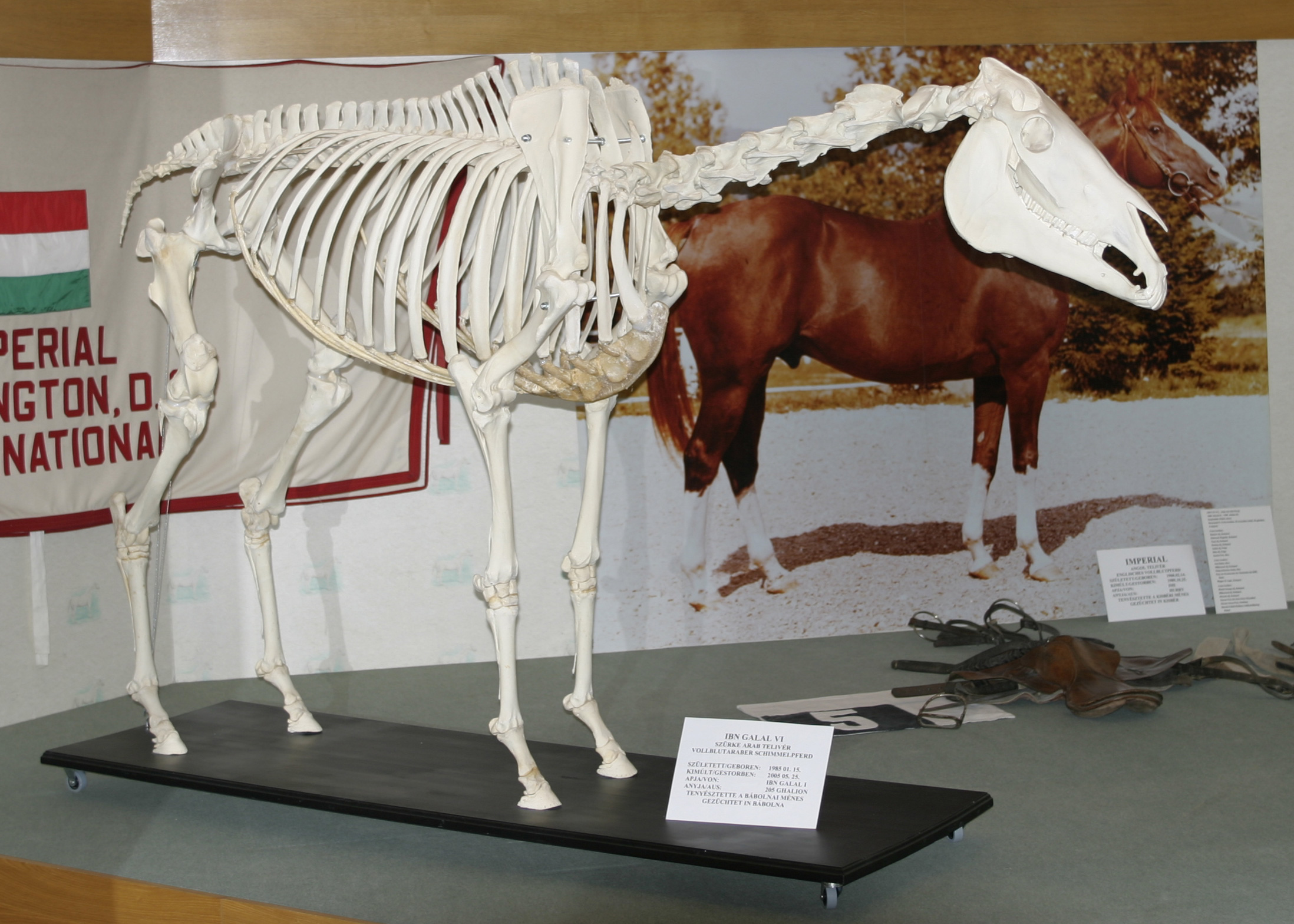
Skelett eines Arabischen Vollblutes mit 17 Rippen

Eine Besonderheit ist die Anzahl der Wirbel: Der Vollblutaraber besitzt (meistens) 17 Rippen, fünf Lendenwirbel und 15 Schweifwirbel, während andere Pferderassen 18 Rippen, sechs Lendenwirbel und 16–18 Schweifwirbel aufweisen.
Das Stockmaß liegt zwischen 140 und 156 cm. Trotz dieser verhältnismäßig geringen Größe wird er als Pferd gewertet.

## Interieur
Vollblutaraber stehen im Ruf, robust, sensibel, genügsam, menschenbezogen und lebhaft zu sein. Diese Eigenschaften machten sie weltweit zu einer der beliebtesten Freizeitpferderassen. Ihre eigentliche sportliche Domäne ist – ihrer einzigartigen Ausdauer, Härte und Schnelligkeit wegen – der Distanzsport, der von arabischen Pferden dominiert wird. Auch Araberrennen werden in vielen Ländern abgehalten. Insbesondere in der arabischen Welt gelten besonders edle Tiere als Statussymbol.

## Zuchtgeschichte
Vollblutaraber werden seit dem 7. Jahrhundert auf der arabischen Halbinsel gezüchtet. Als Stammmütter gelten nach einer Legende jene fünf Stuten, die der Prophet Mohammed bei seiner Auswanderung nach Medina mit sich führte.
Der Ruf dieser Pferderasse drang im Laufe der Zeit, insbesondere über das jahrhundertelang von den Arabern beherrschte Spanien, bis nach Mitteleuropa. Im 19. Jahrhundert schickten deshalb europäische Fürstenhäuser kostspielige Expeditionen nach Syrien und in die angrenzenden Steppengebiete der Arabischen Halbinsel, um sich einige dieser arabischen Pferde zu sichern, mit denen sie die heimische Zucht verbessern (veredeln) wollten. Geleitet wurden diese Expeditionen meist von hervorragend qualifizierten Gestütsbeamten. Sie erwarben originale Araberpferde direkt von den Beduinen oder von einheimischen Zwischenhändlern und transportierten die gekauften Pferde über Land und See nach Europa. Die Hengste wurden dort in der eigenen Landespferdezucht als Veredler eingesetzt. Mit den wenigen Stuten, die die Beduinen bereit waren ziehen zu lassen, wurden aber auch Reinzuchten aufgebaut, um von den teuren Importen aus Arabien unabhängiger zu werden. Als Beispiel dafür sei das Privatgestüt Weil des Königs Wilhelm I. von Württemberg genannt, das 1817 gegründet wurde und so bekannte Pferde wie Murana I, Tajar und Bairactar aus Arabien importierte. Nachkommen dieser Pferde finden sich noch heute im Haupt- und Landgestüt Marbach, dessen berühmte Araber auf die Weiler Zucht zurückgehen, und in allen Sportpferderassen der Welt. Zu erwähnen ist auch das etwas später gegründete britische Crabbet Park Arabian Stud, das ebenfalls weltweite Bedeutung erlangte, sowie die Gestüte der Polnischen Fürsten Sanguszko (Slawuta, Gumniska) und Dzieduszycki (Jezupol und Jablonowo) oder das k.u.k. Militärgestüt Radautz. Das Arabische Pferd wurde der Quell, aus dem das Europa des 19. Jahrhunderts schöpfte, um seine modernen, edlen Reitpferderassen zu entwickeln.
Spätestens seit Ende des Zweiten Weltkrieges hat ein Abkömmling des Arabischen Pferdes, das englische Vollblut, die Hauptrolle als Veredler der Reitpferderassen übernommen. Es stammt in der Vaterlinie von nur drei orientalischen Hengsten ab, von denen mindestens einer (Darley) ein asiler Wüstenaraber war. Dennoch werden auch heutzutage immer wieder arabische Hengste in der Warmblutzucht eingesetzt, um Härte, Gesundheit, Ausdauer, Umgänglichkeit und Schönheit in diesen Zuchten zu bewahren und zu fördern. Als Beispiele seien die arabischen Hengste Amurath 1881 und Priboj, beides Vollblutaraber, der Angloaraber Ramzes oder der Shagya-Araber Bajar genannt, die eigene Vaterlinien in der Warmblutzucht gründeten. In der französischen Sportpferdezucht nimmt diese Rolle der französische Angloaraber ein. Durch diese Maßnahmen erreicht man, dass der erwünschte arabische Blutanteil erhalten bleibt, ohne den Nachteil der zu geringen Größe in der F1-Generation in Kauf nehmen zu müssen.
Eingeschleppte Seuchen sowie die Einführung des Automobils und des Gewehrs rissen Anfang des 20. Jahrhunderts tiefe Wunden in die Population des arabischen Pferdes in seinem Ursprungszuchtgebiet. Der reine, asile Araber drohte in seiner Heimat auszusterben. Die größten Populationen arabischer Pferde finden sich deshalb heutzutage in den USA, Großbritannien, Ungarn, Polen und Deutschland. Der Hippologe Tibor von Pettkó-Szandtner setzte bereits Ende der 1950er Jahre in seiner Funktion als Gestütsleiter des ägyptischen Staatsgestütes El Zahraa auf den Reimport von asilen Arabern aus großen europäischen Gestüten. In den letzten Jahren haben die Herrscherfamilien auf der Arabischen Halbinsel dieses arabische Kulturgut wiederentdeckt. Mit aus der ganzen Welt importierten Pferden haben sie die Zucht im Land seiner Entstehung zu neuem Leben erweckt.
Einzig die Emire von Bahrain unterhalten seit Jahrhunderten ununterbrochen bis zum heutigen Tage ein Gestüt auf ihrer Insel. Dort bewahren sie so seltene Stutenstämme wie Al-Jellabieh und Al-Kray aus reiner Wüstenzucht, die kein importiertes Blut aus der westlichen Welt führen. Sie werden deshalb als eine wertvolle Genreserve betrachtet. Diese Pferde ähneln angeblich am ehesten dem ursprünglichen, von den Beduinen gezüchteten Typ des Wüstenpferdes. Auch in Saudi-Arabien, Syrien und bei den Tahawi-Beduinen in Ägypten soll es vereinzelt noch reine (asile) Wüstenaraber geben, die frei sind von Fremdbluteinfluss oder dem Blut der Reimporte.
Darüber hinaus erhielt sich in Ägypten in einigen Privatgestüten der Könige und reicher Paschas und später in einem staatlichen Gestüt eine weitgehend reine Zucht edler arabischer Pferde. Sie gehen zum Teil auf besonders wertvolle Importe zurück, die ägyptische Mameluken-Herrscher des 19. Jahrhunderts von der Arabischen Halbinsel und aus Syrien einführten. Diese ägyptischen Pferde erlangten in der 2. Hälfte des 20. Jahrhunderts weltweit ihrer Schönheit und Seltenheit wegen große Popularität und wurden zu horrenden Preisen gehandelt. Dieser Boom ist mittlerweile abgeebbt.
Nach ihrer Herkunft unterscheiden Züchter u. a. zwischen ägyptischen, russischen, polnischen oder auch spanischen Arabern. Je nach dem spezifischen Zuchtziel dieser Herkunftsländer differieren diese Pferde mehr oder weniger im Exterieur, so wie es auch in der ursprünglichen Wüstenzucht verschiedene Typen gab. Es ist aber wichtig festzuhalten, dass es sich bei diesen unterschiedlichen Typen nicht um unterschiedliche Rassen handelt. Zwischen diesen Zuchtgebieten besteht auch immer ein reger Austausch von Zuchttieren. Alle diese Pferde sind deshalb Vollblutaraber und weisen die oben beschriebenen Charakteristika auf. Und alle sollen möglichst lückenlos auf Wüstenaraber zurückgehen, so wie es die WAHO (siehe unten) in ihrer Definition des Vollblutarabers verlangt.
In Deutschland betreut der Verband der Züchter und Freunde des Arabischen Pferdes (VZAP) in Hannover die Zucht aller arabischen Rassen (Vollblutaraber, Shagya-Araber, Anglo-Araber, Arabisches Halbblut und Araber) und ist mit rund 2.000 Mitgliedern und 1.700 eingetragenen Zuchtpferden einer der wichtigsten Mitgliedsverbände der World Arabian Horse Organisation (WAHO). Die WAHO erkennt pro Land immer nur einen Zuchtverband an. Dies ist in Deutschland der VZAP.
Neben dem VZAP gibt es in Deutschland noch den ZSAA (Zuchtverband für Sportpferde arabischer Abstammung e.V)

## Verwendung
Der asile Wüstenaraber fand früher bei der Jagd, im Krieg und für Rennen Anwendung. Er war für die nomadisierenden Beduinen überlebenswichtig und stellte für sie einen hohen Wert dar.
Heute werden Arabische Vollblüter unter anderem als Freizeit- und Showpferde genutzt. Aufgrund ihrer Härte und Ausdauerleistung sind Arabische Vollblüter führend bei Distanzritten und kommen häufig in der Wanderreitszene, immer mehr auch beim Westernreiten zum Einsatz.
Bei Galopprennen, die meist auf Distanzen zwischen 1000 m und 4500 m ausgetragen werden, wird das speziell dafür gezüchtete Englische Vollblut verwendet. Das Arabische Vollblut ist ein Langstreckenläufer, der erst auf langen Rennen, die über mehrere Stunden gehen, seine Schnelligkeit entfalten kann. Deshalb wurden spezielle Rennklassen für Arabische Vollblüter geschaffen, die vor allem in der arabischen Region ausgetragen werden.
Einen maßgeblichen Einsatz findet das Arabische Vollblut in der Zucht, wo es zum einen für den Fortbestand der eigenen Rasse, aber auch bei fast allen anderen Rassen als Veredler der Blutlinien immer wieder zum Einsatz kommt. Ein Beispiel dafür ist Gharib, der die Rasse der Arabofriesen begründete.

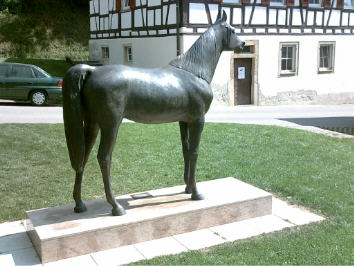
Hadban Enzahi ox
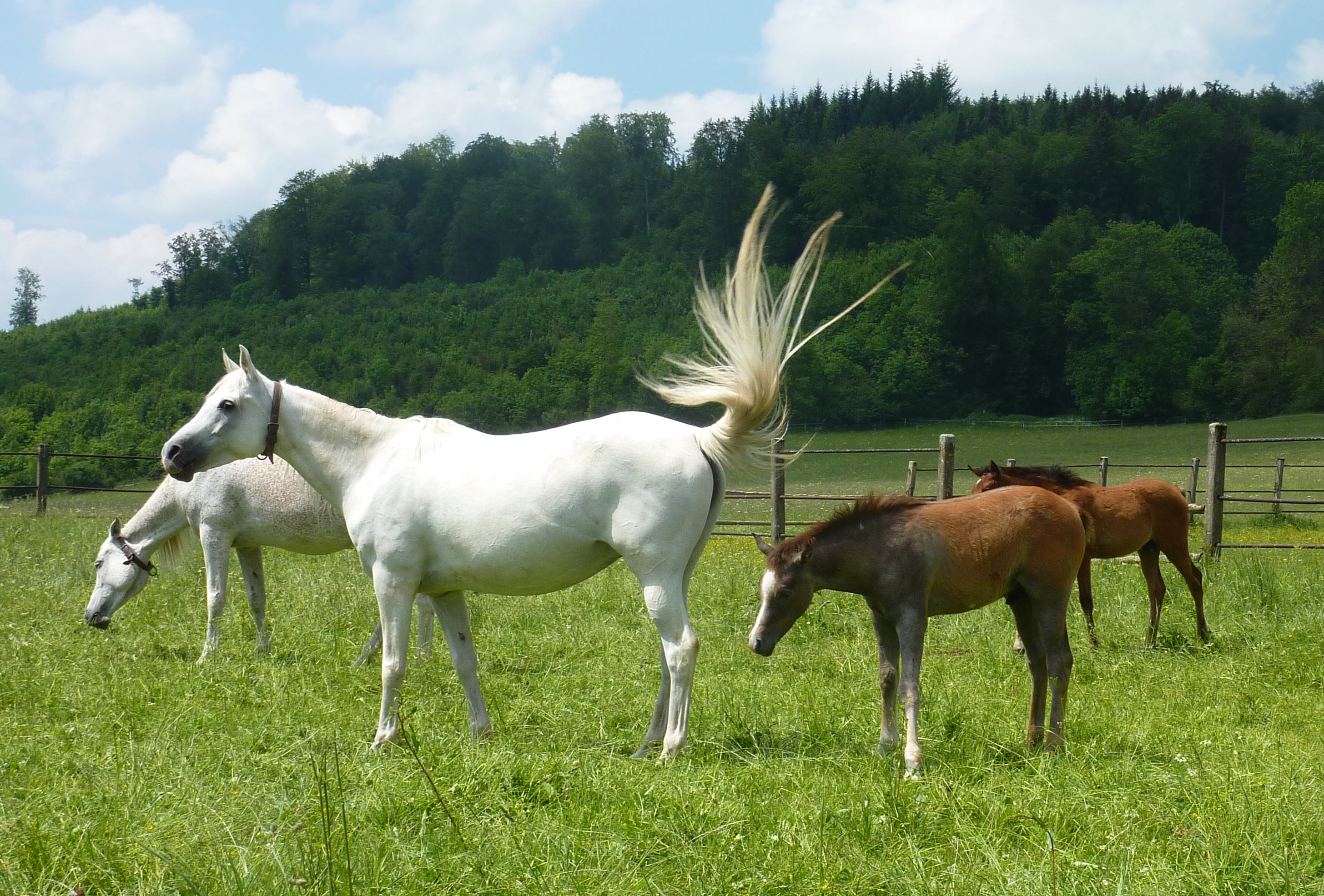
Araberstuten mit Fohlen
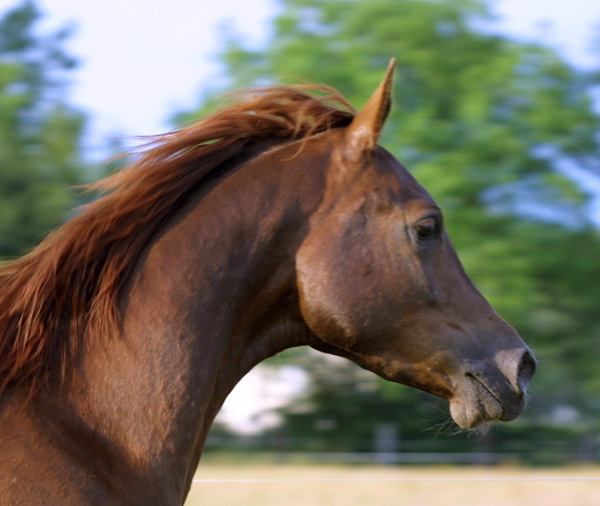
Kopfporträt von GH Kamsin ox
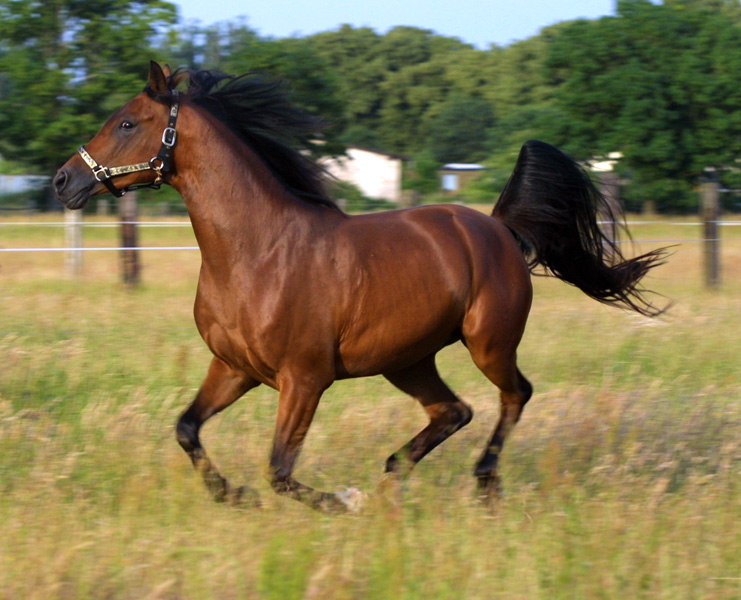
Pernod Al Ariba ox im Galopp mit typischer, hoher Schweifhaltung